# لويز هنريكي ألفيس أنجيلو
لويز هنريكي ألفيس أنجيلو (7 يناير 1996 بساو باولو في البرازيل - ) هو لاعب كرة قدم برازيلي في مركز الهجوم. لعب مع نادي بونتي بريتا وريكريتيفو غرناطة ‏.

## وصلات خارجية
- لويز هنريكي ألفيس أنجيلو على موقع قاعدة بيانات كرة القدم.إي يو (الإنجليزية)
- لويز هنريكي ألفيس أنجيلو على موقع Soccerway.com (الإنجليزية)